# Hammada elegans
Hammada elegans är en amarantväxtart som först beskrevs av Aleksandr Andrejevitj Bunge, och fick sitt nu gällande namn av Viktor Petrovitj Botjantsev. Hammada elegans ingår i släktet Hammada och familjen amarantväxter. Inga underarter finns listade i Catalogue of Life.